# Lac de Resia
Le lac de Resia (en italien : lago di Resia, en allemand : Reschensee) est un lac situé dans le nord de l'Italie, dans la région du Trentin-Haut-Adige, à environ 110 km au nord de Bolzano, à proximité de l'Autriche et du canton suisse des Grisons, sur le territoire de la commune de Curon Venosta. 
Les principaux affluents du lac de Resia sont l'Adige, le Rojenbach et le rio Carlino. Sa capacité de 120 millions de mètres cubes en fait le plus grand lac de la région et il est presque exclusivement utilisé comme réserve d'eau. Il constitue ainsi un stockage dit annuel. L'eau du lac est acheminée par un tunnel sous pression de 12 km de long et de 3 m de diamètre du côté gauche de la vallée, au-dessus de la centrale, où elle entraîne deux générateurs de 52,5 MVA d'une hauteur de chute de 586 m sur deux turbines Pelton. La production annuelle moyenne d’énergie électrique est d’environ 250 GWh.

## Historique

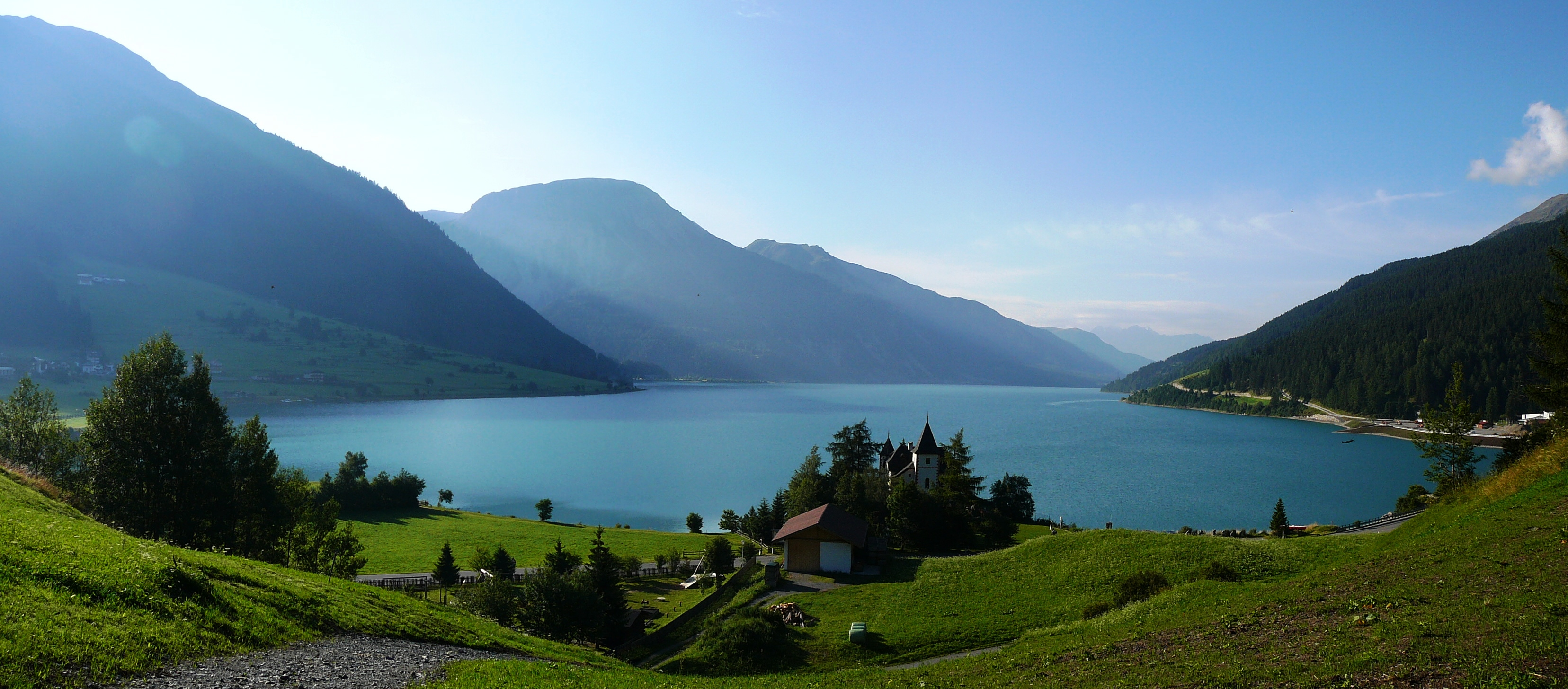
Le lac de Resia vu du nord.

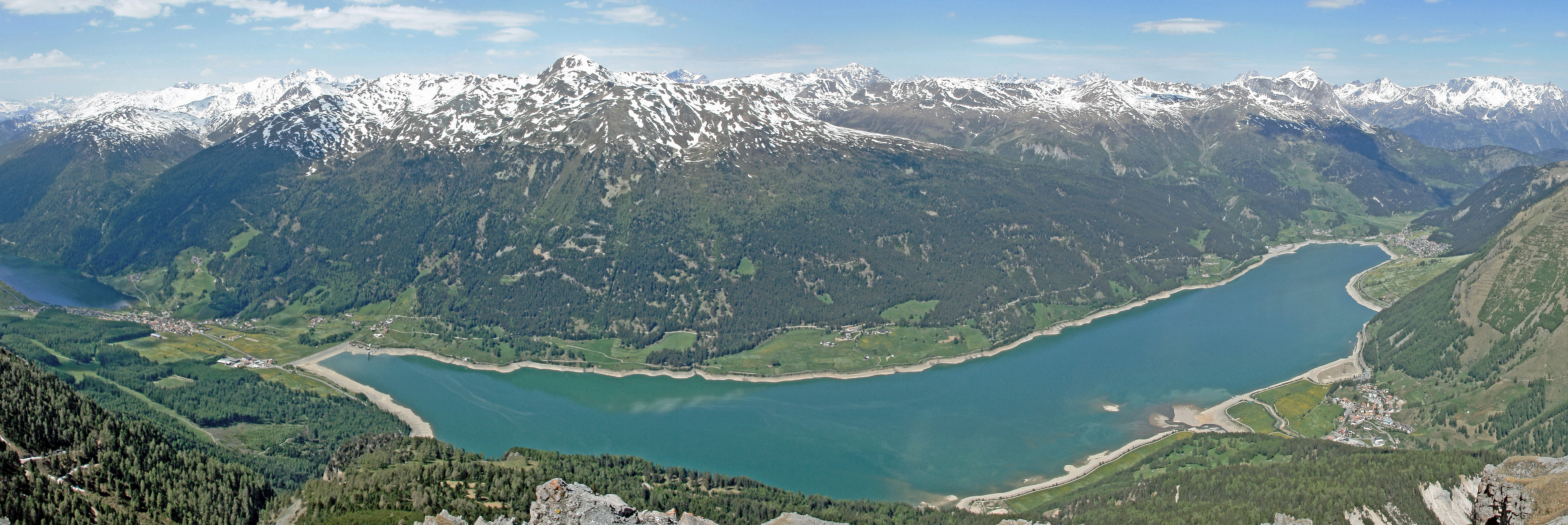
Panorama du lac de Resia.

Près du col de Resia, se trouvaient jusqu'en 1950 trois lacs naturels : le lac de Resia, le lac de Curon, également connu sous le nom de lago di Mezzo (lac du milieu, en allemand Grauner See ou Mittersee) ainsi que le lac de San Valentino alla Muta. La construction d'un grand barrage en 1950 a réuni les deux premiers lacs et a submergé l'ancien village de Graun, située dans la municipalité de Curon Venosta, qui a été reconstruit plus haut. 163 maisons et 523 hectares de vergers ont été submergés. Il en a résulté le lac actuel, long de 6 km et large de 1 km à son maximum. Aujourd'hui, seule la tour qui surplombe le lac de Resia témoigne de la chute du Vieux Graun.
À partir de 1911, sont effectuées les premières études sur l’utilisation de l’énergie hydroélectrique dans le val Venosta. Immédiatement après l'annexion du Tyrol du Sud par l'Italie en 1920, ces plans ont été repris du côté italien. Des demandes de concession sont alors déposées. En 1923, la même société qui avait demandé la concession (Comité de promotion de la Compagnie d'électricité du Tyrol du Sud) est devenue membre du groupe Montecatini. Cependant, les propositions de projets et les demandes de concessions sont toutes examinées et rejetées. 
À partir de 1937, le gouvernement fasciste a de nouveau forcé le projet et a de nouveau appelé les entreprises à soumettre des propositions. Enfin, en 1939, la proposition de projet d’une filiale de Montecatini (Societa Elettrica Alto Adige, SEAA) est acceptée après modifications, mais il n'y a pas de concession. Il s'agissait de premières expropriations dans « l'intérêt national de renforcer l'industrie nationale », qui commençait les travaux de construction de tunnels/pipelines et de centrales électriques. Avec un grand barrage, les deux lacs devraient être réunis. Cela signifiait une augmentation du niveau de l'eau de 22 m pour le lac de Resia et de 27 m pour le lac de Curon. Cela aurait pour effet d'inonder le village de Graun. En outre, une deuxième étape avec la centrale de Kastelbell faisait partie du projet. Finalement, en février 1943, la concession fut accordée à partir de mai. Cependant, avec la mise en place de l'Administration allemande au Tyrol du Sud en septembre 1943, les travaux sont au point mort. 
Après la fin de la guerre, les nouvelles constructions ont au départ stagné en raison de difficultés financières. Toutefois, les entreprises d'électricité suisses avaient un besoin urgent d'électricité en hiver après l'échec du projet de centrale de stockage à Rheinwald près de Splügen en 1946. Elles ont offert à Montecatini un financement de 30 millions de francs suisses contre la livraison de 120 gigawattheures d’énergie électrique par période de basses eaux (hiver, printemps) à partir de novembre 1949 pour une durée de dix ans. Immédiatement après, la construction du barrage a commencé. Les travaux se sont achevés avec l'inauguration du barrage le 28 août 1949.
Les expropriations avaient déjà eu lieu en 1940/41 sous le gouvernement fasciste et la compensation extrêmement faible avait été déposée auprès du fond de dépôt à Bolzano. L'indemnisation a été fixée par une commission mixte en 1948/49. 
La construction du barrage a suscité de vives protestations dans la population locale, qui l'a interprétée comme un affront du gouvernement de Rome aux Tyroliens du Sud. Le pape est même sollicité pour empêcher la réalisation du travail, mais sans succès. La police a dû intervenir pour protéger le personnel local de Montecatini. 

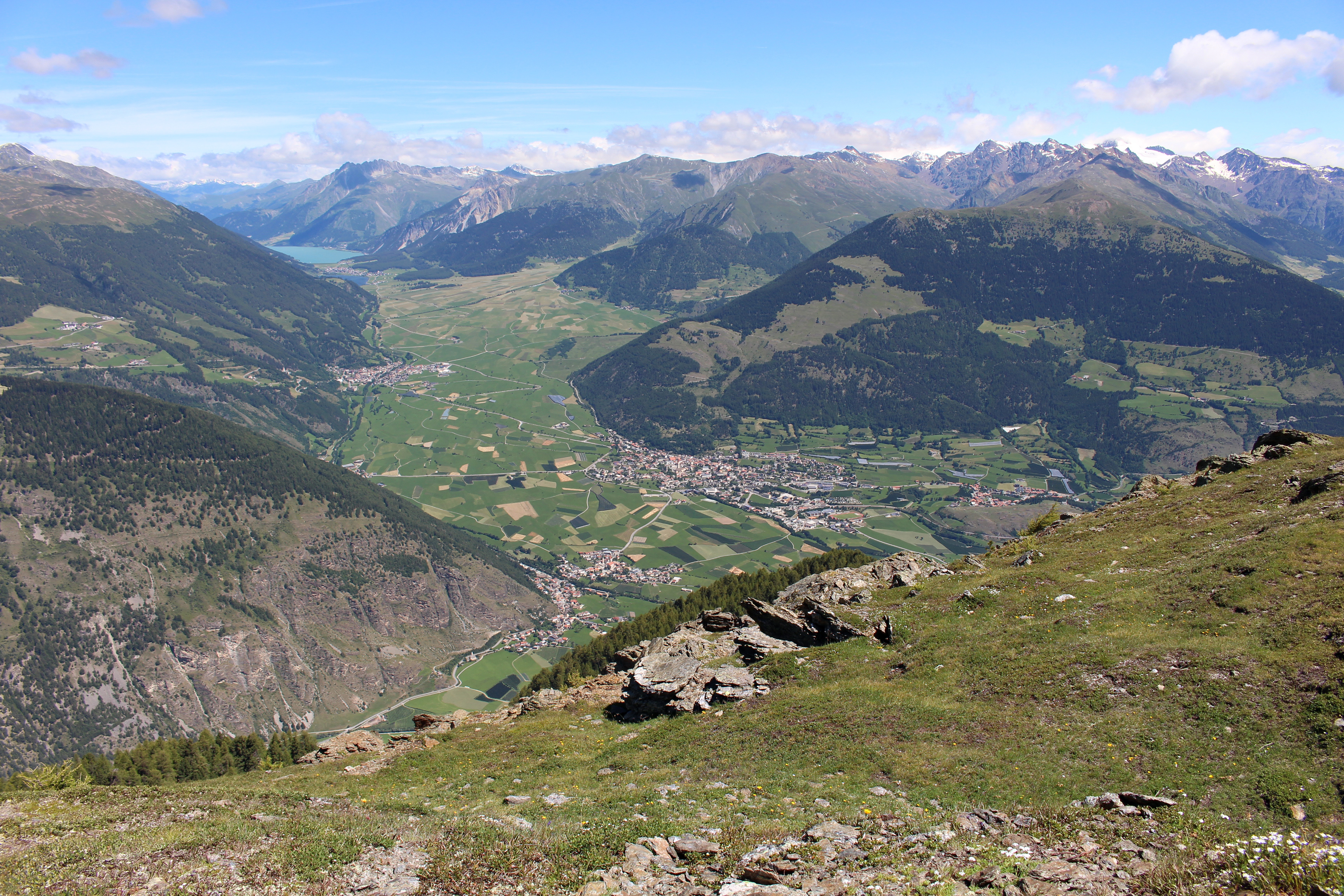
Panorama sur le lac de Resia depuis le Glurnser Köpfl.

À partir de la fin de l'été 1950, les quelque 100 familles de Graun et de Resia touchées devaient décider si elles souhaitaient rester sur place et construire des maisons plus hautes ou déménager. En fin de compte, la réduction de la superficie agricole, qui assurait la subsistance de l’élevage de bovins bruns jusque-là essentiellement pratiqué, a été le facteur décisif pour le fait que seules environ 35 de ces familles soient restées. À l'été 1950, tous les bâtiments de Graun et des hameaux d'Arlund, Piz, Gorf et Stockerhöfe (St. Valentin) sont démolis et inondés, ainsi qu'une partie de Resia, en plus du clocher classé de Graun datant du XIVe siècle. Un réservoir de 677 hectares est alors créé.
Les plus grandes difficultés ont été causées par le manque des matières premières indispensables. Il s’agissait au début du manque de glycérol importé d'Argentine et qui devait être utilisé comme explosif. Il a fallu également faire venir du bois de la Sila et du ciment par camions et par trains du nord de l'Italie.
7 000 ouvriers ont participé aux travaux, pendant mille jours ouvrables, pour un coût de 25 milliards de lires. Au total, on a creusé 35 kilomètres de tunnels souterrains en utilisant 1,5 million de quintaux de ciment, 10 000 tonnes de fer et 800 tonnes d'explosifs. Mais ce qui a coûté le plus est qu’il a fallu raser complètement le village de Graun, et partiellement celle de Resia.
Début 2014, les chercheurs de l'EURAC à Bolzano ont mené une étude de faisabilité pour évaluer le potentiel d’« îles photovoltaïques flottantes » sur le lac. Selon l'étude, il serait possible d’utiliser la surface d'un lac en haute montagne pour produire de l'énergie.
Aujourd'hui on voit encore dépasser le clocher de l'église de Graun à la surface de l'eau, constituant une curiosité locale et un site de plongée sous-marine.

## Le clocher
On peut encore voir le sommet de l'ancien clocher de Curon (Graun) qui émerge de l'eau ; sa structure date de 1357, tandis que l'église qui lui était annexée avait été construite en 1832-38. En hiver, lorsque le lac gèle, le clocher est accessible à pied. Une légende prétend que certains jours d'hiver on entend encore sonner les cloches (alors qu’elles ont été retirées du clocher le 18 juillet 1950, avant la formation du lac).
L'église à laquelle appartient le clocher a été construite au milieu du XIVe siècle. Le 9 juillet 2009 ont été achevés les travaux de restauration du clocher roman ; auparavant le niveau d'eau du lac avait été légèrement abaissé (en mai) pour permettre des travaux de restauration sur la statique de la structure, ainsi que sur des fissures présentes dans les angles des façades nord et nord-est et causées probablement par des infiltrations d'eau dans les petites fissures et par les gelées hivernales qui avaient suivi.
La toiture également a été restaurée après la dernière intervention, comme le montre la date estampillée sur les tuiles et datant de 1999. Le coût total de la restauration en 2009 est d'environ 130 000 €.

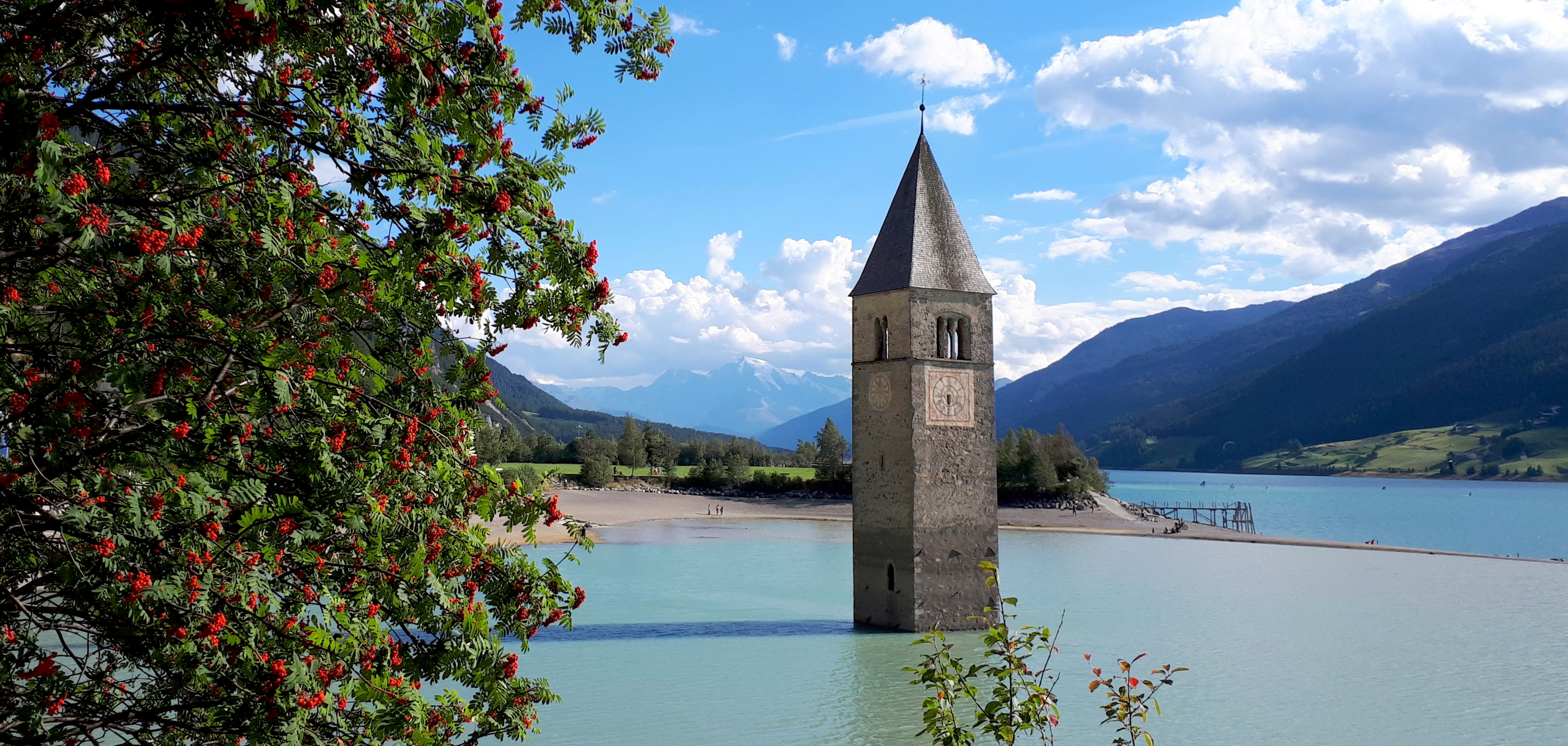
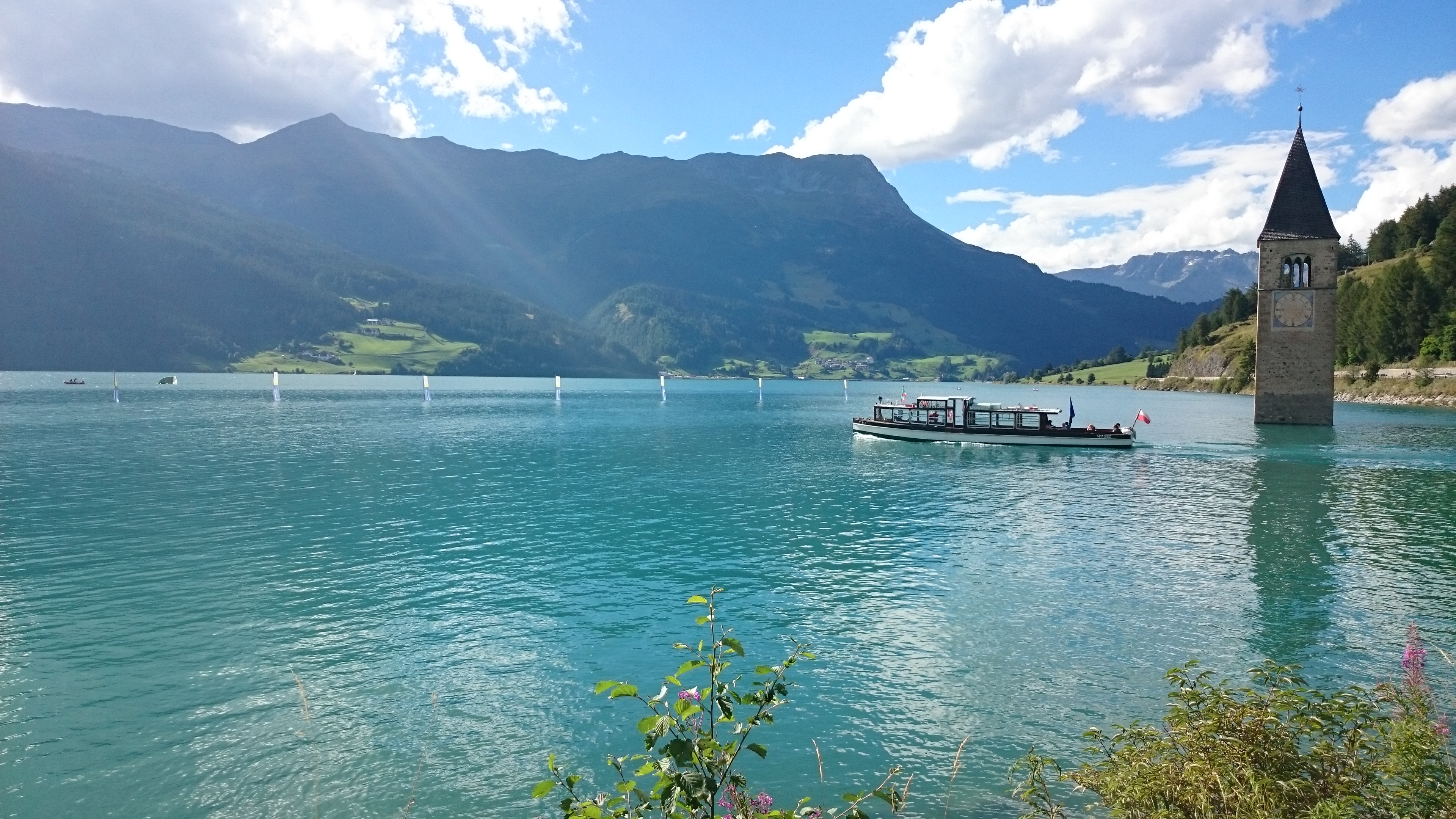
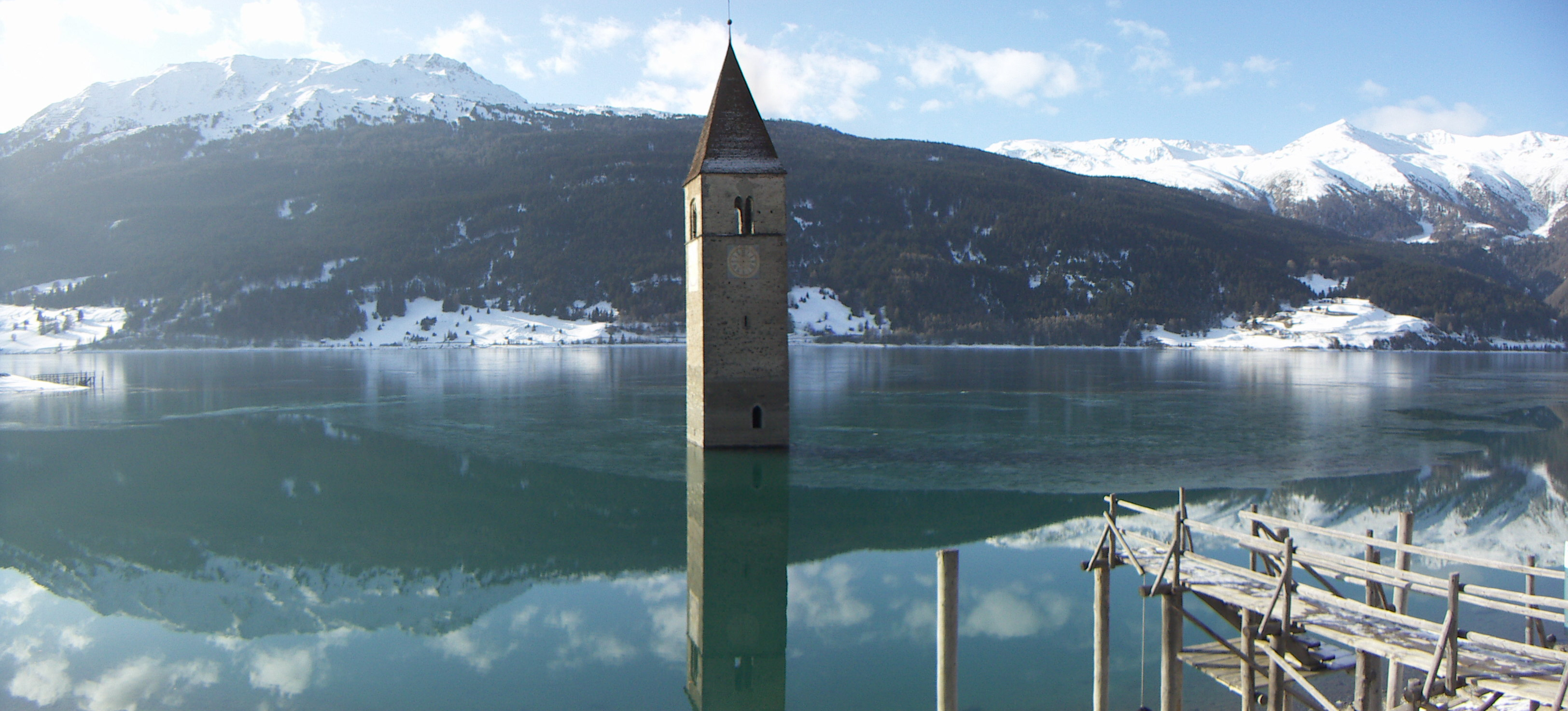

## Sport
Autour du lac, se trouve une piste longue de 15,3 km où peut se pratiquer la randonnée, la marche nordique ou la course à pied. 
Le lac lui-même est une zone de pêche où vivent des corégones, du touladi, des perches, des truites arc-en-ciel et des brochets.
À l'ouest du lac, se trouve la station inférieure de la télécabine six places menant au domaine skiable de Schöneben.
Les forces du vent relativement élevées rendent possibles les sports dépendant du vent. En été, le lac est visité par les kitesurfeurs. En hiver, le lac est un lieu de rencontre pour les snowkiters et les surfeurs sur glace.